# Theresia Neuhofer

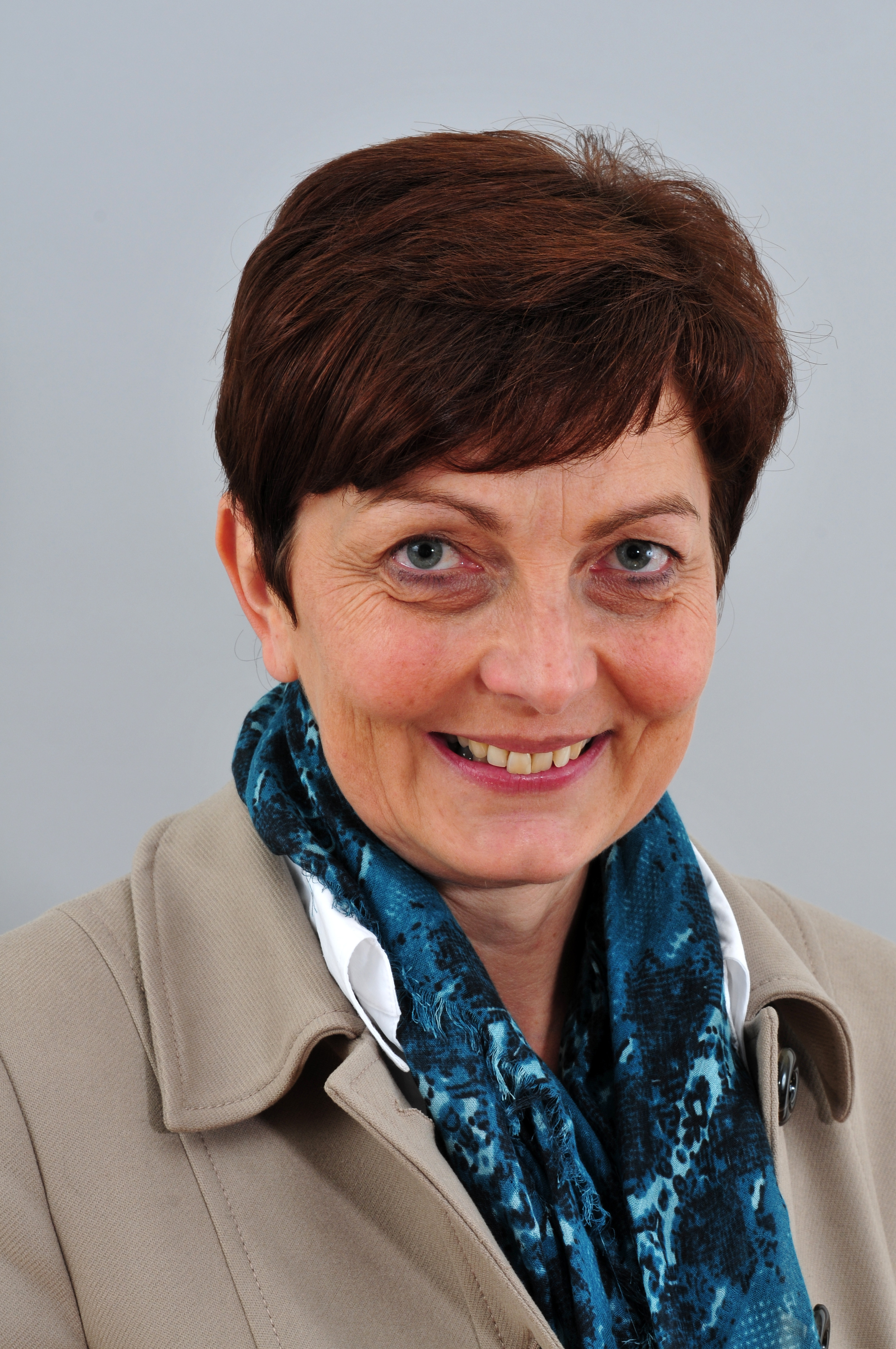
Theresia Neuhofer (2012)

Theresia Neuhofer (* 19. Dezember 1963) ist eine österreichische Politikerin (ÖVP) und Landwirtin. Neuhofer war von 2009 bis 2018 Abgeordnete zum Salzburger Landtag.

## Leben
Neuhofer besuchte die Handelsschule in Neumarkt am Wallersee und war danach als Bankangestellte tätig. Neuhofer ist verheiratet, Mutter dreier Töchter und beruflich als Landwirtin aktiv.
Neuhofer engagierte sich in der Jungen Volkspartei und war Mitglied des FB-Ausschusses. Sie wurde in der Folge zur Ortsbäuerin gewählt und wurde Mitglied im ÖVP-Präsidium. Zudem engagierte sie sich als Gemeindevertreterin in Straßwalchen, ist Obmann-Stellvertreterin im Bauernbund und Landwirtschaftskammerrätin in Salzburg. Zudem hat sie die Funktion eines Mitglieds des Bezirksvorstands der ÖVP Flachgau inne, ist Mitglied im Bezirksvorstand des Bauernbundes und Mitglied der ÖVP Frauen. Neuhofer wurde am 22. April 2009 als Abgeordnete zum Salzburger Landtag angelobt und übernahm die Funktion der Bereichssprecherin für Land- und Forstwirtschaft sowie Naturschutz im ÖVP-Landtagsklub. Nach der Landtagswahl in Salzburg 2018 schied sie aus dem Landtag aus.